# 李季準
李季準（1943年3月21日—2017年4月22日），生於基隆市，臺灣廣播及電視節目主持人，聲音富有磁性、低沉渾厚、極具魅力，被稱為第一代「電台情人」。

## 生涯

### 高中時期
李季準就讀臺灣省立基隆高級中學時，就想報考台灣省立師範大學音樂系，校內一位音樂老師免費教他鋼琴。因家境無法負擔拜師學聲樂，他每天自己去基中附近山上練嗓子。他說，可能因這段時間所下的功夫，練就他獨特的嗓音。

### 半工半讀時期
李季準基中畢業後沒有考上台師大音樂系。因曾在高三得過臺灣省演講比賽冠軍，他覺得國語標準、聲音不錯，到益世廣播電台謀職從事播音工作時，台長問他「能不能帶廣告」，他只有黯然離去。後來進入一家通訊社當記者，跑基隆市議會新聞，在地方上建立了點名氣、人頭熟。1962年在一位地方要人推薦下得到一份益世電台的工作，如願踏入廣播界。在益世電台，除了製作、主持節目，還要採訪、播報新聞、招攬廣告。在職期間考上世界新聞專科學校夜間部編採科，每晚從基隆趕到台北上課。因為半工半讀，學校缺課很多，曾需要在一週內補滿缺席18小時的體育課。

### 中廣時期
1966年，李季準應召入伍。服完兵役後，剛好中國廣播公司招考節目主持人，他從一千四百多位角逐者中以第一名被錄取。
在中廣前三年，李季準主持過「早晨的公園」、「工商時間」、「今夜」等節目。1972年，在中廣總經理黎世芬的支持下，李季準找了五位製作助理成立製作小組，成為中廣第一位製作人，推出的第一個節目是「今日經濟」。他接著製作、主持的節目有：「音樂風」、「人人百貨公司」、「汽車交易時間」、「虎山農場」、「華盛頓廣場」，他曾在中廣一天主持五個節目。
1975年，中廣成立調頻台，李季準在調頻台開闢一個長度為半小時的夜間帶狀節目《感性時間》，播出時間為晚上十點，後因廣受好評，節目延後至半夜零時開始並將節目延長為一小時，是李季準最花心血、主持最久的節目。多年後又於晚間七時增開另一個相同性質之帶狀節目《知性時間》。

### 主持電視節目
李季準曾在中國電視公司主持《北東南西北》（製作人兼主持人）、《蓬萊仙島》、《假日攝影棚》（與黃香蓮主持）、《鳳情千千萬：三民主義飛向大陸義演晚會》等節目與製作《周四掃描線》等節目，並且獲得金鐘獎；也在臺灣電視公司與侯麗芳共同主持公益節目《熱線你和我》，與楊賽芬共同主持綜藝節目《全國歌唱名人排行榜》；也主持中天綜合台《經典中國》。2003年，李季準退出螢光幕，專心廣播事業。
1981年5月第16屆金鐘獎頒獎典禮，李季準說，他未經試鏡而獲選主持中視《蓬萊仙島》，是《蓬萊仙島》製作人侯世宏給他主持節目的機會。

### 廣告配音
- 可口企業「可口奶滋」
- 福助針織「華貴牌絲襪」
- 洋基通運形象廣告
- 春喬食品「巧口花生仁湯」

### 經典金句
李季準於主持《感性時間》、《知性時間》等節目之期間，曾有「電台情人」之稱號。並曾替福助針織「華貴牌絲襪」廣告配音，經典台詞是「腰部以下全部透明」。

## 獎項
| 年份   | 獲提名               | 獎項                                     | 結果 |
| ------ | -------------------- | ---------------------------------------- | ---- |
| 1971年 | 中廣《早晨的公園》   | 第7屆金鐘獎播音獎                        | 獲獎 |
| 1975年 | 中廣《早晨的公園》   | 第11屆金鐘獎社會建設服務獎               | 獲獎 |
| 1977年 | 中廣高雄台《早安曲》 | 第13屆金鐘獎播音獎                       | 獲獎 |
| 1980年 | 中視《東南西北》     | 第15屆金鐘獎電視金鐘獎社教性節目主持人獎 | 獲獎 |
| 1981年 | 中視《蓬萊仙島》     | 第16屆金鐘獎電視金鐘獎綜藝節目主持人獎   | 獲獎 |
| 1990年 | 中廣《感性時間》     | 行政院新聞局優良廣播綜藝節目製作單位     | 獲獎 |
| 2015年 |                      | 第50屆金鐘獎廣播金鐘獎特別貢獻獎         | 獲獎 |

## 退隱
2006年，李季準發現罹患扁桃腺癌後，逐漸退隱，除主持中天綜合台《經典中國》外，多半待在自己於南投縣埔里鎮經營的「李季準馬場」推廣從事30多年的馬術。
2009年9月21日，李季準及其家人拜會金門縣政府，獲得金門縣縣長李炷烽接見。李季準在金門縣的結拜兄弟、前金門縣金沙鎮鎮民代表李賢準說，他們兩兄弟僅相差1歲，他比較年長；32年前，李季準的母親收他當乾兒子，曾在基隆文化中心辦桌席開58桌，當時轟動一時，傳為地方美談。
2013年1月，傳出李季準罹患阿茲海默症，不認得人，被家人認為不適合出席公眾場合，因而未出席中華電視公司除夕特別節目《永遠的星星》，令人感傷懷念。
2015年8月19日，第50屆金鐘獎公布廣播金鐘獎入圍名單，李季準獲得特別貢獻獎。2015年9月19日，第50屆金鐘獎廣播金鐘獎頒獎典禮，李季準及其女兒李芳宜共同領獎，李芳宜代替李季準發表得獎感言。
2017年4月22日19點40分，李季準在睡夢中辭世，享壽74歲。

## 外部連結
- 李季準馬術俱樂部的Facebook專頁